# The Sterile Cuckoo
The Sterile Cuckoo is een Amerikaanse dramafilm uit 1969 onder regie van Alan J. Pakula. Het scenario is gebaseerd op de gelijknamige roman uit 1965 van de Amerikaanse auteur John Nichols.

## Verhaal
Pookie Adams is een buitenbeentje zonder thuis of familie. Ze zoekt aansluiting bij andere eenlingen. Ze voelt een band met de eenzame studiebol Jerry Payne. Ongewild dwingt ze hem om te kiezen tussen de maatschappij en haar.

## Rolverdeling
| Acteur         | Personage          |
| -------------- | ------------------ |
| Liza Minnelli  | Pookie Adams       |
| Wendell Burton | Jerry Payne        |
| Tim McIntire   | Charlie Schumacher |

## Prijzen en nominaties
| Jaar | Prijs  | Categorie              | Genomineerde(n)         | Uitslag     |
| ---- | ------ | ---------------------- | ----------------------- | ----------- |
| 1969 | Oscars | Beste actrice          | Liza Minnelli           | Genomineerd |
| 1969 | Oscars | Beste originele muziek | Fred Karlin Dory Previn | Genomineerd |